# Lissonota himachala
Lissonota himachala là một loài tò vò trong họ Ichneumonidae.